# Alojzy II
Alojzy II Liechtenstein, właśc. Aloys II Maria Josef Johann Baptista Joachim Philipp Nerius von Liechtenstein (ur. 25 maja 1796 w Wiedniu, zm. 12 listopada 1858 w Lednicach) – książę Liechtensteinu w latach 1836-1858, tytularny książę karniowski i opawski, hrabia Rietbergu.

## Życiorys
Alojzy Józef przyszedł na świat w Wiedniu 25 maja 1796 roku jako pierwszy syn księcia Jana I i jego żony Józefy Zofii von Fürstenberg-Weitra. Edukację młodego księcia powierzono najpierw księdzu Abbému Wernerowi, a w późniejszych latach kształcili go znani uczeni agronom Leopold Trautmann oraz filozof i językoznawca Friedrich von Schlegel. Po ukończeniu nauki wybrał się na podróż po Europie, odwiedzając Sycylię i Maltę. Rok później wybrał się do Szwajcarii oraz po raz pierwszy do Liechtensteinu, gdzie spędził kilka dni na polowaniu. W następnych latach odwiedził jeszcze Anglię i Szkocję.
8 sierpnia 1831 wziął ślub z Franciszką Kinsky von Wchinitz und Tettau. Miał z nią jedenaścioro dzieci, w tym dwóch synów:
- księżniczka Maria (ur. 1834)
- księżniczka Karolina (ur. 1836)
- księżniczka Zofia (ur. 1837)
- księżniczka Alojza (ur. 1838)
- księżniczka Ida (ur. 1839)
- książę Jan II Dobry (ur. 1840) – książę Liechtensteinu w latach 1858-1929.
- księżniczka Franciszka (ur. 1841)
- księżna Henrietta (ur. 1843) – żona księcia Alfreda Liechtensteina, matka Alojzego Liechtensteina.
- księżniczka Anna (ur. 1846)
- księżniczka Teresa (ur. 1850) – księżniczka bawarska.
- książę Franciszek I (ur. 1853) – książę Liechtensteinu w latach 1929-1938.

Po śmierci jego ojca Jana I 20 kwietnia 1836 roku przejął władzę jako Alojzy II, w wieku 40 lat. Zajmował się przede wszystkim sprawami gospodarczymi a w szczególności rolnictwem. Przez lata zyskał renomę specjalisty w dziedzinie gospodarki. Należał do towarzystwa rolniczego w Wiedniu w latach 1849-1858 i pod jego przewodnictwem został ono zreorganizowane.
Od kiedy Liechtenstein został przyjęty do Związku Reńskiego w 1806 roku, wzrosło zainteresowanie książąt ich suwerenną ziemią, co było widoczne również podczas panowania Alojzego II. Angażował się w sprawy społeczne m.in. otwierając sierociniec i fundusz dla ubogich. Ponadto za jego panowanie we współpracy z kantonem St. Gallen uregulowano Ren. W 1852 roku zawarł umowę celną z Austrią, co zakończyło izolację gospodarczą niewielkiego Księstwa. W 1842 roku jako pierwszy panujący monarcha w historii odwiedził Liechtenstein. Po powodzi z 1846 odwiedził swój kraj ponownie i zaangażował się w pomoc poszkodowanym.
W polityce wewnętrznej Liechtensteinu prezentował postawę raczej konserwatywną i nie był zwolennikiem reformowania kraju. Odrzucił postulaty delegacji Petera Kaisera w 1840 roku. Kiedy jednak w 1848 roku w Związku Niemieckim wybuchła rewolucja marcowa, Alojzy był zmuszony do podjęcia rokowań, aby nie wybuchły zamieszki. Rozlewowi krwi zapobiegły również działania lokalnego działacza Petera Kaisera. Efektem było wydanie tymczasowej bardziej liberalnej konstytucji 7 marca 1849 r., jednak kiedy sytuacja się uspokoiła po niespełna trzech latach zniósł nowy dokument i powrócił do starego absolutystycznego prawa. W latach pięćdziesiątych Liechtensteińczycy dalej domagali się zmian, ale najważniejsze problemy rozwiązał dopiero syn Alojzego Jan II, który z mniej konserwatywnym podejściem zreformował kraj.
Jako suweren Domu Książęcego Alojzy II wzbogacił zbiory książęce o wiele dzieł austriackich. Był ważnym mecenasem sztuki, wspierając finansowo wiele stowarzyszeń kulturalnych. Angażował się w pomoc ofiarom klęsk żywiołowym na Węgrzech, w Czechach, Lombardii-Wenecji i Hamburgu. Wyremontował niektóre rezydencje książęce m.in. Pałac Liechtensteinów w Wiedniu czy zamek w Lednicach. Jednymi z jego największych zainteresowań były wyścigi konne i polowania.
Przez dziesięć ostatnich lat życia ciężko chorował i przebywał w uzdrowiskach. Ostatecznie zmarł 12 listopada 1858 roku w Lednicach na chorobę pęcherza, przekazując władzę swojemu synowi Janowi II.